# Ivo Petricioli
Ivo Petricioli (Zadar, 9. ožujka 1925. – Zadar, 28. svibnja 2009.) bio je hrvatski povjesničar umjetnosti, arheolog i akademik.
Bio je predavač na Filozofskom fakultetu u Zagrebu i u Zadru i član HAZU.

## Vanjske poveznice
- Petricioli, Ivo Hrvatska tehnička enciklopedija, portal hrvatske tehničke baštine. LZMK